# Søren Bruun
Søren Bruun, född 20 januari 1751 i Fredericia, död 7 april 1830, var en dansk lantmätare.
Bruun blev student i Fredericia 1767 och blev året därpå assistent vid den geografiska uppmätningen, som utfördes under ledning av Videnskabernes Selskab. Han anställdes fem år senare som lantmätare, blev 1798 lantmäteriinspektör och 1815 lades hela det danska uppmätningsarbetet under honom som överlantmäteriinspektör. Då Videnskabernes Selskab 1821 upphörde med nämnda verksamhet, fick vid sitt avsked justitsråds titel.
Bruun utarbetade tabeller till bruk vid uppmätning av tunnor (1797), för vilka han tilldelades en belöning av Videnskabernes Selskab (andra upplagan, 1847). Då han 1808 på grund av blygsamhet tackade nej till ledamotskap i nämnda sällskap, tilldelades han i stället dess silvermedalj som ett bevis på erkännande. 